# Diocesi di Novasparsa
La diocesi di Novasparsa (in latino Dioecesis Novasparsensis) è una sede soppressa e sede titolare della Chiesa cattolica.

## Storia
Novasparsa, nell'odierna Algeria, è un'antica sede episcopale della provincia romana di Numidia.
Unico vescovo conosciuto di Novasparsa è Felice, il cui nome si trova al 45º posto nella lista dei vescovi della Numidia convocati a Cartagine dal re vandalo Unerico nel 484; Felice era già deceduto all'epoca della redazione di questa lista.
Dal 1933 Novasparsa è annoverata tra le sedi vescovili titolari della Chiesa cattolica; dal 7 aprile 2015 il vescovo titolare è Ernesto José Romero Rivas, O.F.M.Cap., vicario apostolico di Tucupita.

## Cronotassi

### Vescovi residenti
- Felice † (prima del 484)

### Vescovi titolari
- Jerome Arthur (Gerolamo) Pechillo, T.O.R. † (20 ottobre 1965 - 1º gennaio 1991 deceduto)
- John Patrick Boles † (14 aprile 1992 - 9 ottobre 2014 deceduto)
- Ernesto José Romero Rivas, O.F.M.Cap., dal 7 aprile 2015